# Jean-Claude Izzo
Jean-Claude Izzo, (Marsella, 20 de juny de 1945 - 26 de gener de 2000) va ser un periodista, escriptor, poeta i novel·lista francès.

## Biografia
El seu pare va néixer a Itàlia a Castel San Giorgio i va emigrar a Marsella l'any 1928. La seva mare va néixer a Marsella al barri del Panier, de pares immigrats espanyols. El pare d'Izzo va ser barman a diferents establiments abans d'anar al bar de l'Amicale Ajaccienne (enderrocat l'any 1943), plaça de Lenche. La seva mare treballava com a modista al carrer de Roma.
L'any 1964, Jean-Claude Izzo és cridat al servei militar primer a Toló, on farà una vaga de fam d'un mes que li suposarà els comandos disciplinaris a Djibouti. Hi passarà un mes i mig a la presó i perd aproximadament quinze kg durant aquest període.
S'uneix al PSU l'any 1966. Al juny de 1968, és candidat a les eleccions legislatives a Marsella, a continuació s'uneix al PCF. Esdevé periodista, a continuació redactor en cap del diari comunista La Marseillaise.

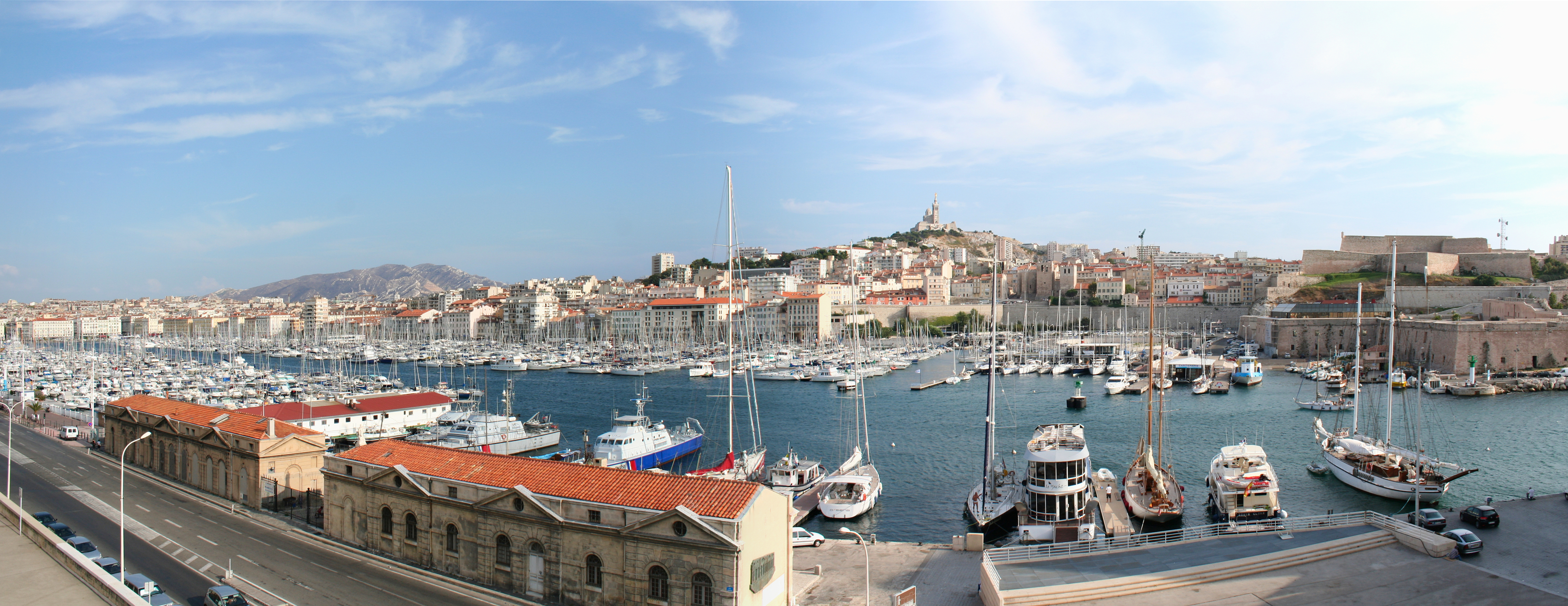
Vista de Marsella, bressol de l'escriptor i escenari de moltes de les seves obres

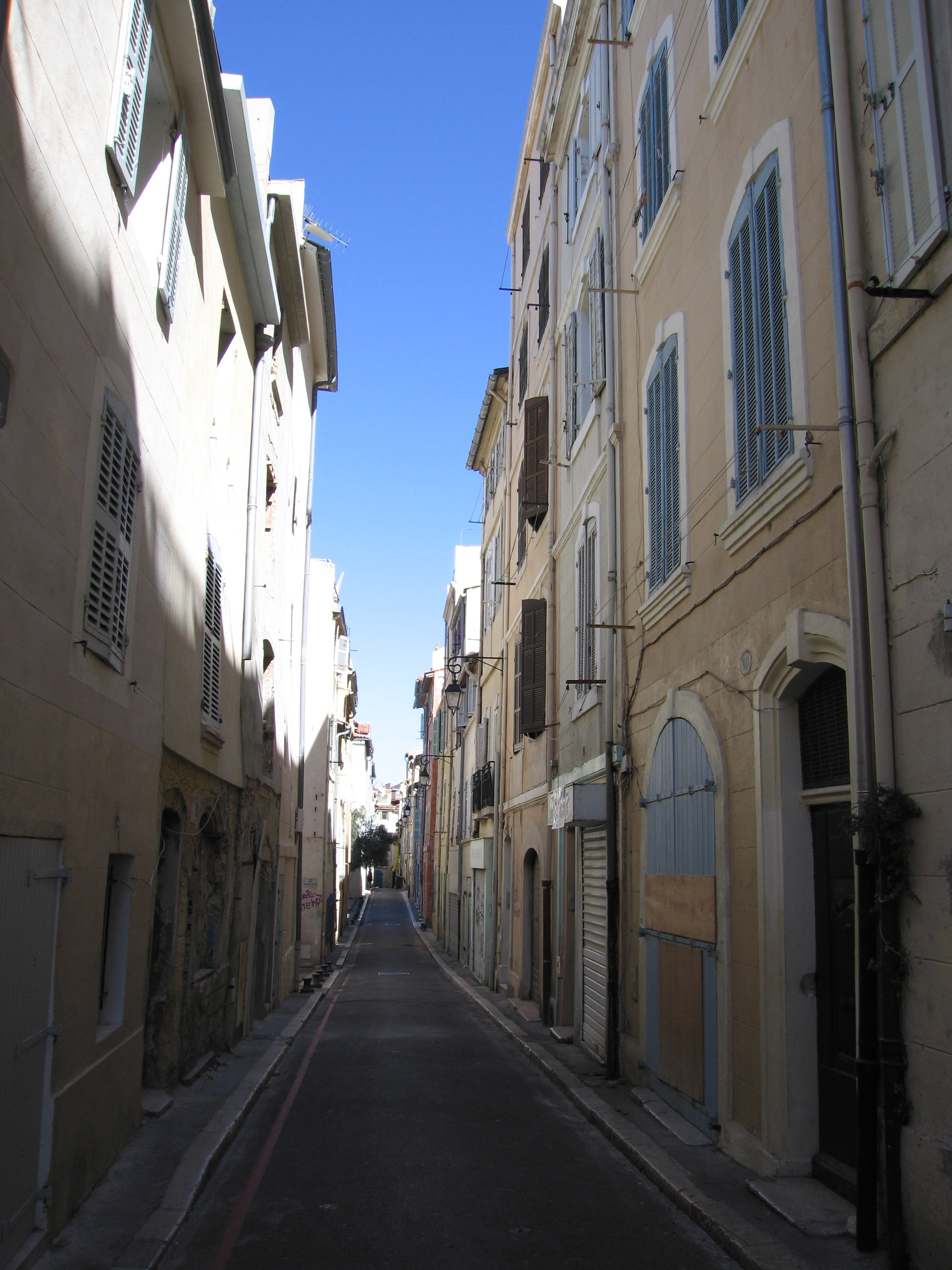
Barri del Panier

L'any 1970, publica el seu primer poemari, Poèmes à haute voix. L'any 1978, trenca amb el PCF. Abandona Marsella i redacta articles a diferents revistes, entre els quals La Vie mutualiste que canvia de nom i es transforma en Viva. Jean-Claude Izzo es converteix en el primer redactor en cap d'aquesta nova fórmula de la revista mutualista.
L'any 1995, empès per Michel Le Bris i Patrick Raynal, publica a la Sèrie negra Total Khéops, guanyador del Trofeu 813 a la « millor novel·la francòfona » i gran èxit de públic. És el primer lliurament de la « Trilogia marsellesa », tenint com heroi l'investigador Fabio Montale, policia rebaixat de rang i fill d'immigrats que aprecia la poesia, el jazz, la pesca i les dones. El seu nom està inspirat pel poeta italià Eugenio Montale.
L'any 1996, publica Chourmo, la continuació de Total Khéops, que assoleix el premi Sang d'encre. S'instal·la a Sant-Maloù.
L'any 1997, publica un recull de poesies Loin de tous rivages i la novel·la Les Marins perdus, així com petites novel·les aparegudes a antologies. Torna definitivament a la Provença i s'instal·la a Ceiresta.
L'any 1998, publica Solea, últim lliurament de la seva trilogia marsellesa, on consagra una anàlisi pujada i documentada de la Màfia.
L'any 1999 apareix Le Soleil des mourants.
Mor d'un càncer el 26 de gener de 2000 a l'edat de 54 anys.
Gianmaria Testa el seu amic músic i cantant, que va posar música a un dels últims textos de Jean-Claude Izzo, La Plage du prophète, explica al febrer de 2012 al diari Libération: 
| « | Ignoro tan és el cas a França, però a Itàlia, Jean-Claude Izzo ha agafat una dimensió mítica. És reivindicat per una generació de joves autors de gialli (thrillers) com a líder. I els fans van a Marsella seguint un itinerari Izzo: visiten els llocs on tenen lloc les novel·les, refan el recorregut dels personatges ... | » |

## Obra

### Novel·les

#### Trilogia marsellesaFabio Montale
- 1995: Total Khéops (París, (Gallimard, col. Série noire número  2370)
- 1996: Chourmo (París, Gallimard, col. Sèrie negra número  2422)
- 1998: Solea (París, Gallimard, col. Sèrie negra número  2500)

#### Altres novel·les
- 1997: Els Marins perdus[3] (París, Flammarion; reedició, París, J'ai lu, 1998)
- 1999: Le Soleil des mourants (París, Flammarion)

### Recull de novel·les curtes
- 1998: Vivre fatigue, il·lustrat per Joëlle Jolivet (París, Librio negre), conté igualment Chien de nuit[4]

### Poesia
- 1970: Poèmes à haute voix (Paris, Ed. P.J. Oswald)
- 1972: Terres de feu (Paris, P.J. Oswald)
- 1974: État de veille (Paris, P.J. Oswald)
- 1975: Braises, Brasiers, Brûlures (poemes il·lustrats par E. Damofli)
- 1975: Paysage de femme (Guy Chambelland)
- 1976: Le Réel au plus vif (Guy Chambelland)
- 1997: Loin de tous rivages, il·lustrat par Jacques Ferrandez (Nice, Ed. du Ricochet)
- 1999: L'Aride des jours (Nice, Ed. du Ricochet)
- 1999: Un temps immobile (Paris, Filigrane Éditions)

### Altres publicacions
- 1978: Clovis Hugues, un rouge du Midi (Mareille, Jeanne Laffitte)
- 2000: Marseille (París, Éd. Hoëbeke)

## Filmografia
- 2001: Roger et Fred, telefilm realitzat per Joyce Buñuel, sobre un guió de Jean-Claude Izzo i Patrick Tringale, amb Till Bahlmann i Laurent Casanova.

## Adaptacions

### Al cinema
- La « trilogie marseillaise » ha estat adaptada a la televisió sota el títol Fabio Montale amb Alain Delon. Aquesta adaptació ha estat molt controvertida, entre altres a causa de la personalitat d'Alain Delon, a l'altre extrem de les idees de Jean-Claude Izzo
- Total Khéops ha estat adaptada al cinema l'any 2002 per Alain Bévérini, amb Richard Bohringer i Marie Trintignant.
- Les Marins perdus ha estat adaptada al cinema l'any 2003 per Claire Devers, amb Bernard Giraudeau, Marie Trintignant i Audrey Tautou.

### Còmics
- Les Marins perdus ha estat adaptada com a còmic l'any 2008 per Clément Belin editat en Futuropolis.

## Homenatges
- La municipalitat de Frontinhan a l'Hérault ha batejat l'espai cultural de la ciutat « Espace Jean-Claude Izzo. », el 6 de juliol de 2002, amb ocasió de la cinquena edició del Festival internacional de la novel·la negra.
- L'equip pedagògic del col·legi públic inaugurat a Marsella al setembre 2005 a la zona d'Euroméditerranée ha decidit retre homenatge a l'escriptor donant el seu nom a aquest establiment situat en ple cor de la zona portuària de la Joliette, que li era tan estimada.
- La ciutat de Castèunòu dau Martegue ha donat el nom de l'autor al seu Pol cultural reagrupant la mediateca, l'escola de música i l'arxiu municipal l'any 2008.
- A l'abril 2010, la biblioteca de l'Alcàsser a Marsella decideix al seu torn de retre homenatge a l'escriptor, poeta i periodista consagrant una exposició i diverses conferències.
- Des de 2002, cada any en el marc del seu saló literari Lire à Limoges, la ciutat atorga un premi jove adult titulat Premi Izzo.
- Amb ocasió del vintè aniversari de la seva mort, l'ajuntament de Marsella inaugura una plaça amb el seu nom al barri del Panier[5]